# Darth Maul: Apprentice
Darth Maul: Apprentice (deutsch Lehrling) ist ein deutsches Star-Wars-Fanprojekt aus dem Jahr 2016. Der Kurzfilm des Regisseurs Shawn Bu handelt vom Abschluss der Ausbildung des Sith-Lords Darth Maul und ist ein Prequel zu Star Wars: Episode I – Die dunkle Bedrohung.

## Handlung
Der Sith-Schüler Darth Maul steht kurz vor der Vollendung seiner Ausbildung. Auf einem einsamen Planeten studiert er seine Gegner und trainiert seine eigenen Fähigkeiten, um den Auftrag seines Meisters Darth Sidious, einen Rachefeldzug gegen die Jedi zu beginnen, ausführen zu können.
Während seines Trainings meldet eine im Orbit des Planeten stationierte Kamera-Drohne ein sich näherndes Raumschiff. Maul, der unerkannt bleiben will, macht sich auf, die unerwünschten Eindringlinge zu vernichten, bevor sie sein Versteck entdecken und es melden. Er entdeckt, dass es sich bei diesen um eine Gruppe von sechs Jedi handelt, die einem Hinweis gefolgt waren. Der Sith attackiert einen vorgeschickten Späher der Jedi und kann ihn schnell besiegen. Durch den Kontaktabbruch eilen die übrigen fünf Jedi herbei und es folgt ein heftiger Lichtschwertkampf. Seine Ausbildung und sein aggressiver Kampfstil ermöglichen es dem Sith, seine Gegner trotz ihrer Überzahl nacheinander zu töten, bis nur noch ein Jedi-Meister und seine Padawan-Schülerin übrig sind. Es gelingt diesen, sich besser auf den Sith einzustellen und Maul leicht zu verletzen, woraufhin sich dieser zurückzieht. Die Jedi folgen ihm, laufen jedoch in eine Falle. Darth Maul überwältigt die Schülerin und kann den Jedi-Meister im Zweikampf töten. Bevor Maul die Schülerin jedoch erledigen kann, geht einer ihrer totgeglaubten Gefährten dazwischen. Der schwer verwundete Jedi kann sich zwar nicht lange gegen den Sith behaupten, doch es reicht, um der Padawan die Flucht zu ermöglichen. Schnell wird sie vom Sith eingeholt und muss sich dem unausweichlichen Duell stellen, wobei die junge Schülerin dem ausgebildeten Sith nicht gewachsen ist. Als sie besiegt am Boden liegt, zögert Maul, sie zu töten. Doch die Anwesenheit der Kamera-Drohne seines Meisters bewegt ihn dazu, sich auch seiner letzten Gegnerin zu entledigen. Darth Sidious zeigt sich zufrieden mit der Leistung seines Schülers und erklärt dessen Ausbildung für abgeschlossen.

## Hintergrund und Rezeption

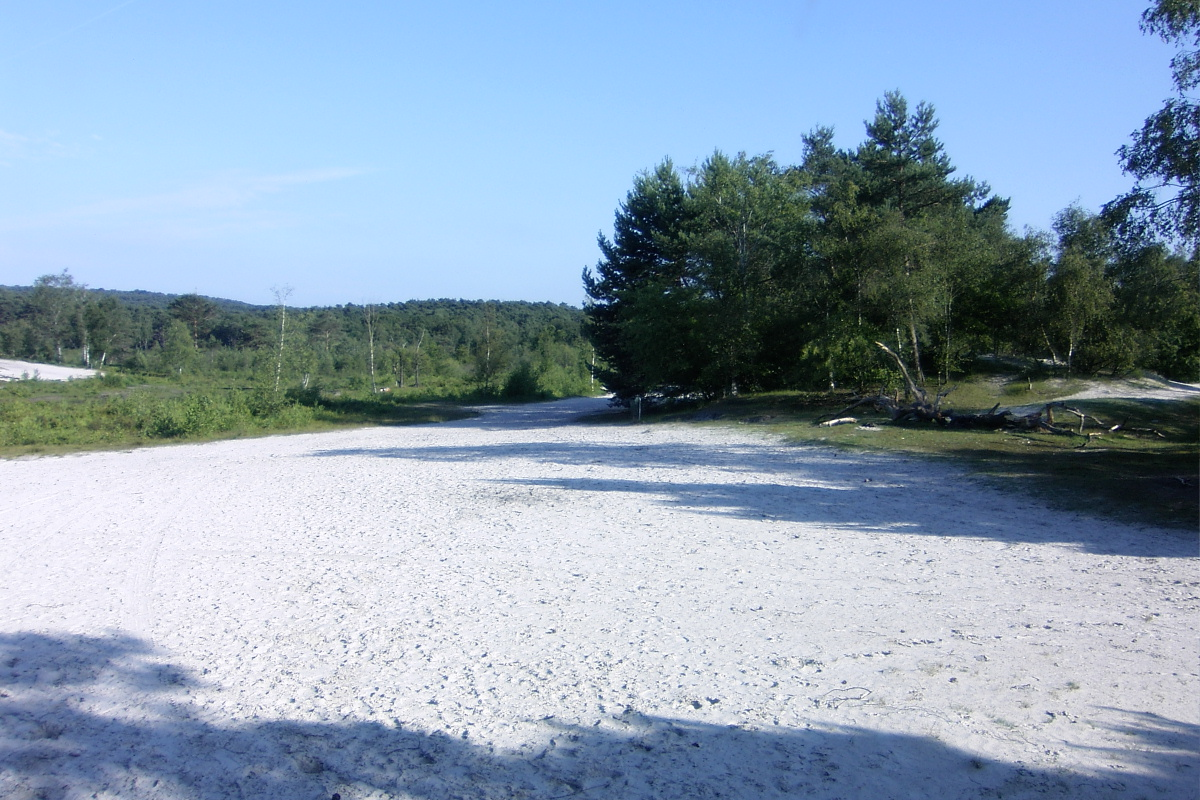
Die offenen Sandflächen der Brunssummerheide dienten als Drehort für den finalen Kampf.

Im Rahmen seiner Bachelor-Arbeit in Kommunikationsdesign an der FH Aachen arbeitete Regisseur Bu zwei Jahre an dem Film. Gedreht wurde an insgesamt 18 Tagen über einen Zeitraum von 13 Monaten, unter anderem in der Teufelsschlucht in der Südeifel und in den offenen Sandflächen der Brunssummerheide in den Niederlanden. Etwa 70 Personen waren an der Produktion beteiligt. Nach Angaben Bus finanzierte er das Filmbudget „im unteren fünfstelligen Bereich“ selbst.
In der ersten Woche nach der Veröffentlichung am 5. März 2016 auf YouTube erreichte der Film mehr als fünf Millionen Aufrufe. Auf der Website des Independent bezeichnet Jacob Stolworthy Darth Maul: Apprentice als „wirklich packend“ und „besser als etliche Hollywood-Blockbuster“. Auch nach Ansicht von Sebastian Honekamp bei Welt Online muss sich der Film „vor den Original-Star Wars-Filmen nicht verstecken.“

## Auszeichnungen
- Webvideopreis Deutschland 2016: Best Video of the Year

### Nominierung
- Goldene Kamera Digital Award 2017: Kategorie #ViralerClip